# Hansa-Gymnasium Bergedorf

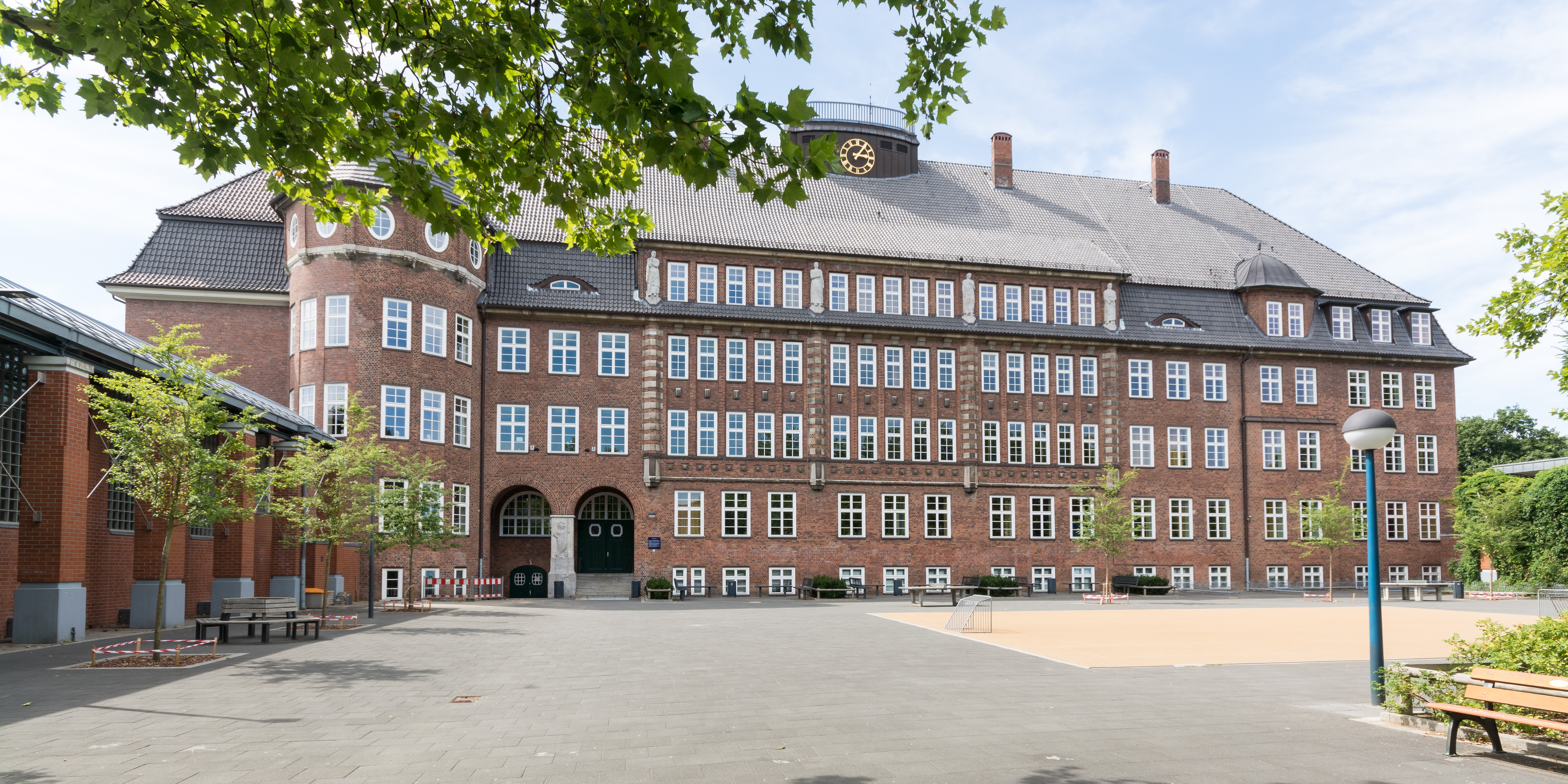
Hansa-Gymnasium Bergedorf, Vorderansicht und Schulhof (2018)

Das Hansa-Gymnasium ist ein staatliches Gymnasium im Hamburger Stadtteil Bergedorf.

## Geschichte
Das Hansa-Gymnasium wurde am 2. April 1883 unter dem Namen „Höhere Bürgerschule“ in der Straße Neuer Weg 21 in Bergedorf gegründet. Diesen Namen trug es bis Ende 1883. Dann wurde der Name in „Hansa-Schule“ (bzw. „Hansa-Gymnasium“) geändert. Am 15. April 1886 zog die Schule in die Wentorfer Straße 13, ebenfalls in Bergedorf. Ab 1907 wurde zusätzlich das Gebäude Am Bult 10 genutzt, da Platznot an der Wentorfer Straße 13 herrschte.

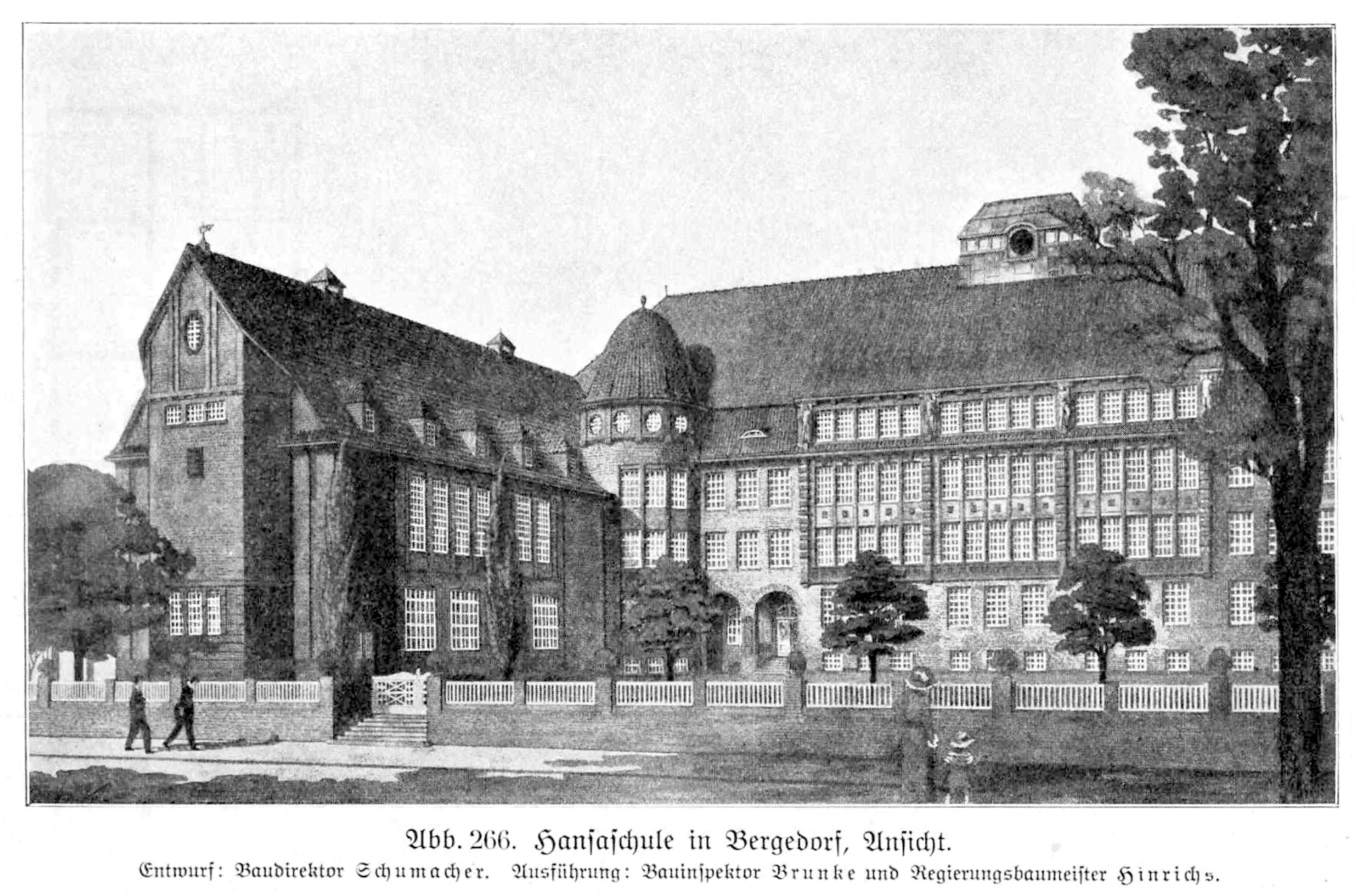
Südflügel mit Turnhalle und Aula (1914)

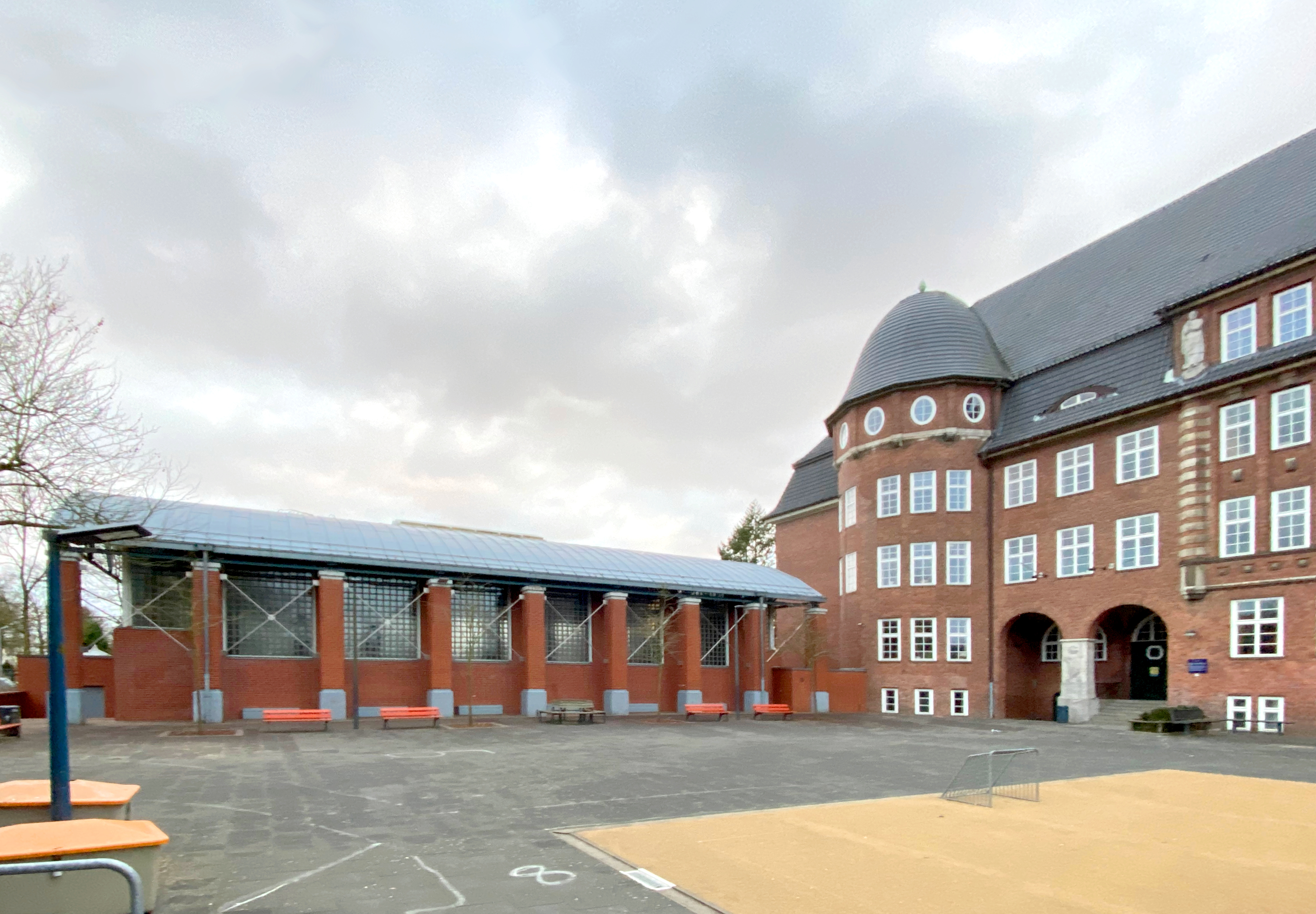
Turnhalle von 1987 an Stelle des abgebrannten Südflügels

Am 13. Juni 1914 zog die Schule in ihr jetziges Domizil an der Hermann-Distel-Straße, welches 1912 bis 1914 nach den Plänen des Hamburger Architekten Fritz Schumacher errichtet wurde. 1969 wurde der linke (südliche) Flügel des Gebäudes, der die Turnhalle und darüber die Aula beherbergte, durch Brandstiftung zerstört. Erst wurden Mitglieder der APO (darunter Walter Simon) der Tat bezichtigt und inhaftiert. Später stellte sich heraus, dass ehemalige Schüler des Hansa-Gymnasiums den Brand gelegt hatten. Diese legten zur Vertuschung der Täterschaft noch weitere Brände, darunter den großen Brand der Holzhandlung Behr zwei Monate später. Die Täter wurden zu Haftstrafen verurteilt.

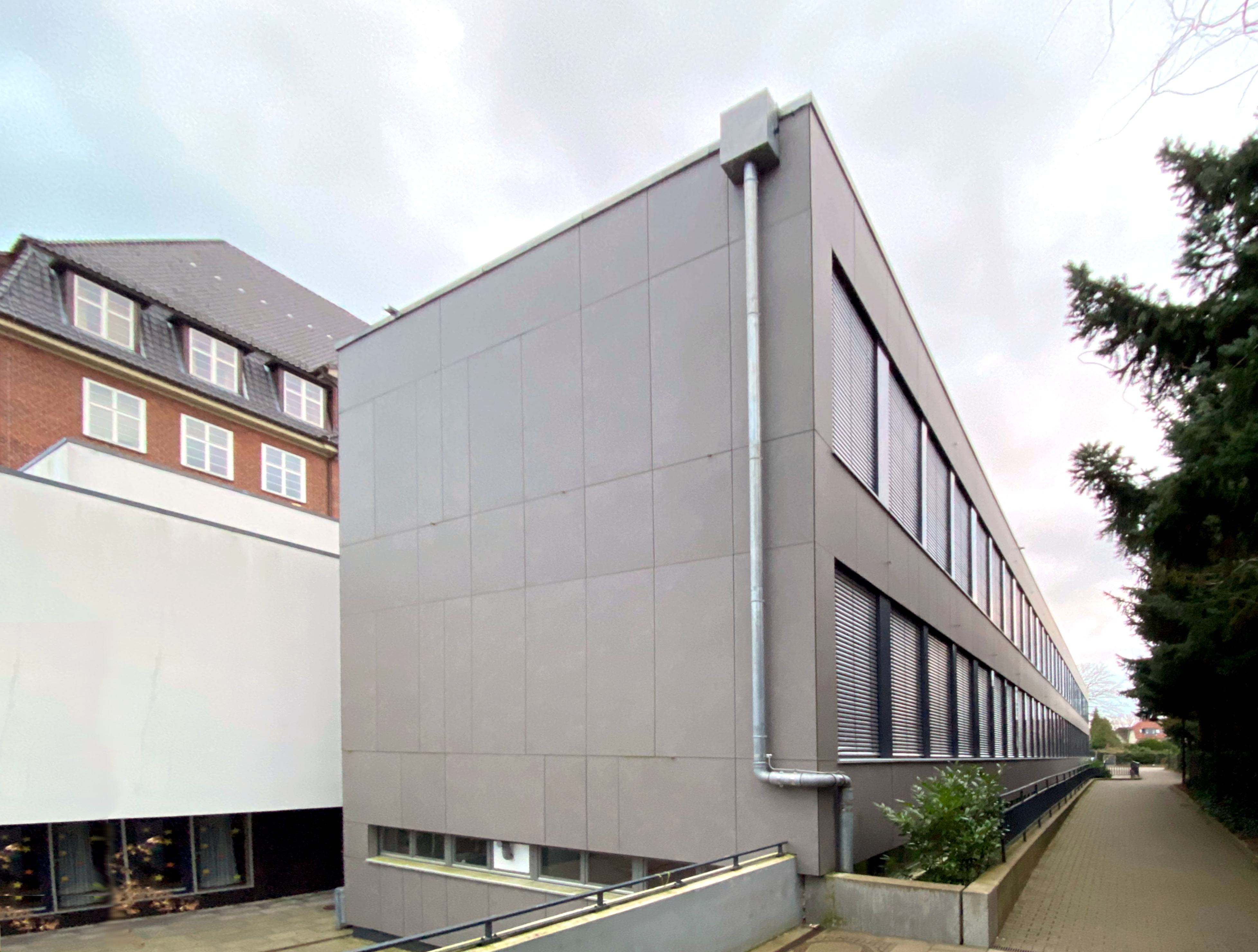
Klassentrakt (Erweiterungsbau) von 1971 an der Rückseite des Hauptgebäudes, links die Cafeteria

Nach dem Brand fiel die Entscheidung gegen den Wiederaufbau der Aula. Stattdessen wurde 1971 auf der Rückseite (Westseite) des Hauptgebäudes ein Klassentrakt erbaut, der wegen Platzmangels dringend benötigt wurde. Der Erweiterungsbau nahm die Klassenräume für die 5. Klassen und die Oberstufe auf, daneben Fachräume für  Biologie, Bildende Kunst, Musik und Darstellendes Spiel. 1972 wurde an der rechten (nördlichen) Seite des Gebäudes, die Schumacher als Erweiterungsfläche vorgesehen hatte, eine Turnhalle als Systembau errichtet.
Von 1986 bis 1987 wurde an der Stelle, an der die alte Aula stand, eine neue Turnhalle gebaut, welche, mit Teppich ausgelegt und mit Stühlen bestückt, als Ersatz für die fehlende Aula dient. Die Turnhalle steht seit 2022 unter Denkmalschutz.
2006 wurde auf den Neubau an der Rückseite des Hauptgebäudes ein weiteres Geschoss gesetzt, welches Fachräume für Geographie und Geschichte enthält. Dabei wurde im Keller des Erweiterungsbaus eine neue Cafeteria und ein Oberstufenarbeitsraum eingebaut. Gleichzeitig mit der Aufstockung wurde eine neue Aula zwischen Alt- und Neubau gebaut und 2007 fertiggestellt.
2009 wurden die Fassade und das Dach des Altbaus erneuert. Viele Klassenräume wurden ab 2011 mit interaktiven Whiteboards ausgestattet. Zusätzlich wurde 2012 der IServ-Schulserver in das bestehende Netzwerk eingebunden. 2013 erfolgte die durch Spenden finanzierte Umgestaltung des Schulhofs.

## Profil
Am Hansa-Gymnasium werden die Schüler besonders in den Bereichen Sprachen, Mathematik-Informatik-Naturwissenschaften (MINT) und Musik bzw. Musiktheater gefördert. Mit Eintritt in die 5. Klasse können sich die Schüler zwischen einer MINT-Klasse, einer Englisch-bilingualen oder neusprachlichen Klasse entscheiden – diese Schwerpunkte können in der Mittelstufe durch Wahlpflichtkurse verstärkt werden.

### Sprachenfolge
Nach der Aufgabe des Angebotes Latein als erste Fremdsprache zu wählen (parallel zu Englisch), starten seit dem Schuljahr 2014/15 nun alle Hansa-Schüler mit Englisch als erster Fremdsprache – in den bilingualen Klassen auf erhöhtem Niveau. In der 6. Klasse folgen Latein oder Französisch als zweite Fremdsprache. In der 8. Klasse besteht die Möglichkeit, Spanisch als dritte Fremdsprache zu wählen.

### IB Diploma-Programme
Seit dem Schuljahr 2010/2011 bietet das Hansa-Gymnasium das International Baccalaureate der International Baccalaureate Organization (IBO) als internationalen Abschluss an. Auf diese Weise wird das bilinguale Angebot des Hansa-Gymnasiums auch in der Oberstufe fortgesetzt.

### MINT-EC-Schule
Das Hansa-Gymnasium wurde als erste Hamburger Schule in das bundesweite Netzwerk der MINT-EC-Schulen aufgenommen. Seit dem Schuljahr 2014/2015 können Schüler ab Jahrgang 5 alles rund um unsere Natur erleben und begreifen. Dazu melden sie sich für die MINT-Klasse an.
Ein Schwerpunktbereich des Hansa-Gymnasiums ist neben der Mathematik auch die Begabtenförderung und die Förderung experimentellen Arbeitens und naturwissenschaftlichen Forschens. Weiterhin arbeiten Schüler an Jugend-forscht-Projekten und machen Praktika bei Kooperationspartnern oder an der TU Hamburg. Schüler des Hansa-Gymnasiums nehmen regelmäßig an der Mathematik-Olympiade, am Wettbewerb Jugend forscht und an der Chemie-Olympiade teil.

### Chorschule
Am Hansa-Gymnasium steht die Chorarbeit im Zentrum des musikalischen Geschehens.
- Großer Chor und Extrachor der 5. Klassen,
- Kinderauswahlchor „Hansa Vokal“ (Klasse 6 – 8) und
- Bergedorfer Mädchenchor Hamburg (Klasse 6 – 12)
- Oberstufenchor (Klasse 9–12), schulübergreifend mit Schülern des Luisen-Gymnasiums
- Total Vokal (Projektensemble mit Schülern und Ehemaligen)

Jährlich gibt es Mitte Dezember ein Weihnachtskonzert in der St.-Severini-Kirche zu Kirchwerder, sowie im Mai das „Springtime“-Chorfestival. An beiden Veranstaltungen treten alle Chöre, außer der große Chor der 5. Klassen, auf.
Jedes Jahr im Frühsommer singt der große Chor der 5. Klassen Seemannslieder auf der Rickmer Rickmers im Hamburger Hafen.

### Oberstufe
Im Rahmen der Profiloberstufe bietet das Hansa-Gymnasium folgende Zweige an:
- Farbe bekennen: Kunst trifft Politik (Kunst-PGW-Informatik)
- International Baccalaureate (Biology-History/Geography-Theory of Knowledge)
- Mensch und Geschichte (Geschichte-Philosophie-Biologie)
- MINT (Chemie-Physik-PGW)
- System Erde-Mensch (Biologie-Geographie-Philosophie)

## Bekannte Ehemalige
Lehrer
- Eduard Rüther (1871–1941), Direktor der Schule von 1927 bis 1934
- Curt Bär (1901–1981)
- Dieter Wunder (* 1936), Lehrer und Gewerkschafter (GEW)

Schüler und Schülerinnen
- Bernhard Dräger (1870–1928), Ingenieur und Fabrikant
- Franz Schaffner (1876–1951), Marinemaler
- Generosus Marquardt (1896–1965), römisch-katholischer Theologe
- Hans Speckter (1901–1967), Architekt und Ingenieur
- Klaus-Jürgen Müller (1930–2011), Historiker
- Klaus Weigelt (* 1941), Volkswirt und Kulturmanager
- Rolf Niese (* 1943), Lehrer und Politiker (SPD), MdB, MdHB
- Werner Hackmann (1947–2007), Politiker und Sportfunktionär
- Bettina Gaus (1956–2021), Journalistin
- Detlev Glanert (* 1960), Komponist[8]
- Mirko Bonné (* 1965), Schriftsteller und Übersetzer
- Knut Abraham (* 1966), Diplomat, Politiker (CDU), MDB
- Jens Kerstan (* 1966), Politiker (Grüne)
- Felix Kubin (* 1969), Musiker und Komponist
- Cornelius Hartz (* 1973), Schriftsteller und Übersetzer
- Philipp Grütering (* 1974), Rapper (Deichkind)
- Julian Krafftzig (* 1977), Radiomoderator
- Saskia Leppin (* 1985), Sängerin und Musicaldarstellerin
- Alexander Mohrenberg (* 1995), Politiker (SPD)